# Photophone (procédé sonore)
Pour les articles homonymes, voir Photophone.
Le photophone est un procédé d'enregistrement sonore mono signal apparu en 1929, au début de l'industrie du cinéma aux États-Unis, développé et déposé par RCA. Il consiste à photographier sur une pellicule au format 35 mm les éclats lumineux d’un miroir éclairé par une forte lampe et activé par le son enregistré, et de reproduire ce son analogique photographique sur les copies du film, sur une piste dite « piste optique », qui longe les photogrammes et l’une des rangées de perforations. À la projection, la piste est lue en continu par une lampe dont la lumière, modulée par l'image du son, atteint une cellule photoélectrique qui transforme les variations lumineuses reçues en un courant électrique dont l’amplification communique le son d’origine au public.

## Histoire
« On pourrait ainsi assister à un concert du Metropolitan Opera cinquante ans plus tard, alors que tous les interprètes auraient disparu depuis longtemps. » C’était le rêve de l’inventeur et industriel américain Thomas Edison, ce rêve qui le pousse dès 1888 à rechercher à reproduire le mouvement sur support photographique, aidé en cela par son ingénieur électricien, le franco-britannique William Kennedy Laurie Dickson et qui aboutit en 1891 à la fabrication et à l’expérimentation réussie de la première caméra de cinéma. « Kinétographe (en grec, écriture du mouvement) : caméra de l’Américain Thomas Edison, brevetée le 24 août 1891, employant du film perforé 35 mm et un système d’avance intermittente de la pellicule par « roue à rochet ». Entre 1891 et 1895, Edison réalise quelque soixante-dix films. » Mais Edison ne parvient pas à réaliser son rêve, malgré quelques essais de Dickson. Le cinéma sonore ne sera pas de son fait.
Plusieurs procédés voient le jour entre 1895 et 1926 ; ils sont tous basés sur le couple caméra-graveur de disques pour la prise de vues, puis sur celui de l’appareil de projection-lecteur de disques pour la restitution devant le public. Le son sur disque apporte maints déboires au cinéma que l’on voudrait sonore, parlant et musical. La synchronisation est approximative et parfois disparaît, les paroles ne correspondent plus aux images projetées. Ce que le film américain Chantons sous la pluie, réalisé par Stanley Donen et Gene Kelly, sorti en 1952, s’amuse à nous montrer car son action se situe à Hollywood en 1926. En 1926, un procédé, repris de systèmes plus anciens avortés, résout une partie des problèmes de ces procédés. C’est le Vitaphone, lancé par Warner Bros. Pictures, qui est basé lui aussi sur le principe du sound-on-disc (son sur disque), mais qui utilise aussi bien pour la caméra de prise de vues que pour l’appareil de projection, un moteur électrique synchrone, dont sont équipés également le graveur et le lecteur de disques. En faisant démarrer le couple en même temps, les appareils tournant à la même vitesse, le synchronisme du son avec l’image est en principe acquis. C’est avec ce procédé que débute le cinéma sonore, avec notamment le fameux Chanteur de jazz qui fut un grand succès international en 1927. Ce système n’est pourtant pas sans poser de problèmes, notamment si la pellicule doit être amputée de quelques images, à la suite d'une cassure lors de la projection. Le synchronisme n’est alors plus assuré, le son du disque étant plus long que la bande image !

Son optique. À gauche : piste Movietone à densité variable, à droite : piste Photophone à densité fixe

L’arrivée quasi immédiate en 1927 d’un procédé photographique annonce la mort du cinéma muet, ainsi que l’on appellera par la suite les films sans bande sonore. C’est le Movietone, système d’enregistrement du son directement sur la pellicule, que lance la Fox Film Corporation. Le principe technique est proche du Photophone de RCA qui lui succède mais en diffère par le signal photographique analogique qui est dit à densité variable, moins performant que le procédé dit à densité fixe du Photophone qui va reléguer le Movietone aux films économiques (actualités cinématographiques).  Le premier long-métrage utilisant le procédé RCA Photophone est le film musical Syncopation de Bert Glennon, sorti en 1929.

## Technologie du Photophone
À l’époque, le magnétophone n’a pas encore été mis au point et son utilisation de qualité ne se fera que dans les années 1950. Jusqu’à cette date, sur le plateau d’un tournage en studio, le système d’enregistrement du son optique est situé dans un local spécialisé, et, en extérieur, le procédé nécessite un camion-son (les premiers magnétophones de cinéma, qui utilisaient des bandes magnétiques au format 35 mm perforé, vu leur taille, seront aussi installés dans des camions). 
« L’enregistreur [Photophone] est équipé d’un galvanomètre à miroir qui oscille en fonction des variations de l’intensité du courant sorti du micro. Le miroir est éclairé par une forte lumière qui est plus ou moins renvoyée en direction d’un objectif qui enregistre sur film 35 mm l’amplitude de l’éclairage reçu. Ce procédé a l’avantage de ne pas s’altérer, » car son concurrent, le Movietone, perd le dynamisme de reproduction sonore en vieillissant ; les rayures dues aux nombreux passages du film dans les appareils de projection, les inévitables fuites d’huile déposées sur la pellicule, qui fixent les poussières, autant de raison pour que le signal à base de gamme de gris soit brouillé et s’empâte. Ce dont ne souffre pas le Photophone, dont le signal est plus net, uniquement à base de noir et de blanc. Sous cette appellation, et sous d'autres marques, le Photophone assurera l'essentiel de la production de films sonores.